# Stora Pigetjärnet
Stora Pigetjärnet är en sjö i Dals-Eds kommun i Dalsland och ingår i Örekilsälvens huvudavrinningsområde. Stora Pigetjärn ligger i Trestickla-Boksjön Natura 2000-område.